# 等风来
《等风来》（Up in the wind）由完美世界（北京）影视文化有限公司出品，滕华涛导演的一部电影，改编自鲍鲸鲸的同名网络小说《游记,或是指南》，由倪妮、井柏然等主演，讲述一支前往尼泊尔、名为“幸福旅行团”的队伍的故事，於2013年12月31日上映。

## 剧情
美食专栏作家程羽蒙（倪妮 飾）本来要去意大利的托斯卡纳工作，美梦被击碎参加了前往尼泊尔的旅行团。总编再赠送她一道难题﹕在这个号称幸福指数高的国家寻找「幸福」。百般无奈的程羽蒙踏上旅程，和她一起同团的人有被父亲切断财源、想要“寻找人生意义”的富二代王灿（井柏然 飾）、刚失恋的大学毕业生李热血（刘雅瑟 飾）、常常家长里短话题不断的台湾大姐团和冷酷沉默、以拍照为唯一目的的摄影驴友的奇怪团友，开展令人烦心的旅程。
在尼泊尔这个被认为生活水平低，但是幸福指数高的国度，他们经历了很多事情；遇上导游与团友大打出手、酒店停电的恐惧、市民示威暴乱等突发事件。程羽蒙在旅途中和王燦從互相彼此看不上，發展成互相依賴的伙伴，更慢慢找回失落的自我。最后，就在尼泊尔初尝滑翔伞的一刹，她恍然大悟：当站在人生的悬崖前时，不需要着急，只需静静等，等风来，静候一个合适的时机。

## 演员表
- 倪　妮 饰 程羽蒙
- 井柏然 饰 王  灿
- 刘雅瑟 饰 李美兰——朋友叫她为「李热血」
- 陈　卫 饰 孙  姐
- 格　桑 饰 拉  辛
- 刘　孜 饰 Lily——杂志社主编，程羽蒙上司
- 邹　万 饰 主编秘书
- 侯传泉 饰 王灿父亲

## 花絮
根据编剧鲍鲸鲸透露，片中女主角程羽蒙本来要去意大利的托斯卡纳，后来被“发配”至尼泊尔是情节是参考了她自己的经历；称导演滕华涛曾对鲍鲸鲸說派她去马尔代夫写剧本，結果导演最後表示马尔代夫没什么可拍的，要去尼泊尔。其中片尾当地村民追求梦想的游行，以及王灿要“战死沙场”、程羽蒙举国旗开道的情节，取材于鲍鲸鲸第三次去尼泊尔采风时碰上当地人暴乱的真实经历。
片名《等风来》来自小说中几个人滑翔时教练的一句话：“不管你有多着急，或者你有多害怕，我们现在都不能往前冲，冲出去也没用，飞不起来的。现在的我们只需要静静地，等风来”。
《等风来》全片4/5的戏份都会在尼泊尔取景拍摄。

## 上映
《等风来》原本定於2013年12月29日上映，後推遲至12月31日公映。12月29日本片舉行了超前点映，票房為280万元，位列該周票房榜第九名。
由於滕华涛之前执导的电影《失恋33天》在2011年上映时有出色的表现，本片首周六天的排片超过9万场，场均观众为21人，收获6000万元排在单周第三名；次周收1390万元排在第七名，累计7673万元。至2014年1月26日累计票房为8059万元。

## 周边商品
| 書名   | ISBN               | 页  | 作者   | 出版社         | 發行日期      |
| ------ | ------------------ | --- | ------ | -------------- | ------------- |
| 等风来 | ISBN 9787535464750 | 200 | 鲍鲸鲸 | 长江文艺出版社 | 2013年8月13日 |

## 相关作品
- 微电影《夜店小团圆》，为电影《等风来》前序篇[12]，于2013年12月12日在优酷网播出。此微电影《夜店小团圆》也由鲍鲸鲸写剧本，並由鲍的男朋友王冉（《失恋33天》主人公王小贱的原型）担任导演，是《等风来》男主王灿的人物小传，交待了“富二代”王灿在去尼泊尔之前的“泡夜店史”[13]。